# Carmen Elise Espenæs
Carmen Elise Espenæs (née le 30 septembre 1983 à Stavanger, Norvège) est la chanteuse et cofondatrice du groupe de metal gothique/folk metal Midnattsol.

## Carrière
En 2002, Carmen Elise et le guitariste Chris Hector fondent le groupe allemand-norvégien Midnattsol; leur but est de commencer à travailler sur ce projet une fois qu'ils auront trouvé des personnes du même état d'esprit que le leur pour rejoindre le groupe.
Les nouveaux membres sont alors choisis comme étant Chris Murzinsky, batteur, (qui est l'ancien batteur de Penetralia), Daniel Fischer, claviériste et un peu plus tard, Daniel Droste, guitariste et Birgit Öllbrunner, bassiste.
En septembre 2004, le groupe Cradle of Filth propose à Carmen Elise de se joindre à eux pour leur tournée Nymphetamine, ce qu'elle refuse de par son dévouement pour son groupe.

## Vie personnelle
Carmen Elise est la sœur de Liv Kristine Espenæs Krull (Theatre of Tragedy, Leaves' Eyes).

## Discographie

### Collaborations
- Lovelorn - Leaves' Eyes (2004 - voix additionnelle sur Into Your Light)